# Jennie Panhan
Watchara Sukchum (วัชระ สุขชุม; também conhecida como Jennie Panhan (เจนนี่ ปาหนัน), nascida em 30 de outubro de 1986) é uma atriz e apresentadora tailandesa. Ela é conhecida por ser apresentadora de vários programas da GMMTV, como Toey Tiew Thai: The Route, Hungry Sister e Jen Jud God Jig. Como atriz, ela é conhecida por seus papéis coadjuvantes em Room Alone 401-410 (2014), 3 Will Be Free (2019) e The Shipper (2020).

## Infância e educação
Watchara nasceu na Província de Songkhla, Tailândia, filha do tenente-coronel da polícia Satcha Sukchum e Manchusuk Sukchum. Ela completou sua educação primária na Saengthong Vitthaya School e sua educação secundária na Hatyaiwittayalai School. Embora ela originalmente quisesse estudar artes da comunicação, ela se formou em francês pela Faculdade de Arqueologia da Universidade Silpakorn.
Crescendo como uma mulher trans com um pai policial, Watchara afirmou que seu pai nunca a espancou, ao contrário de como crianças de gênero não-conforme de policiais ou soldados são geralmente retratadas na televisão. Como a irmã mais velha, ela é mais próxima de sua irmã, com quem tem uma diferença de idade de um ano, do que seu irmão mais novo, que é seis anos mais novo que ela. Ela ganhou seu apelido "Jennie" do filme tailandês de 1996 Jenny e mais tarde "Panhan" enquanto trabalhava para o Channel V Thailand, que ela disse que soava como uma linda garota sulista.

## Carreira
Ela começou na indústria do entretenimento através da Trasher Bangkok, uma organizadora de festas temáticas de Banguecoque, onde ela fazia parte de seus vídeos de paródia. Um deles foi sua paródia no videoclipe de The One That Got Away de Katy Perry, que chamou a atenção de Perry. Como seus vídeos de paródia se tornaram virais, isso abriu várias oportunidades para ela, entre as quais ser uma produtora assistente do Channel V Thailand e, mais tarde, como parte do canal Bang da GMM Grammy.
Em 2016, ela se tornou uma das principais apresentadoras do Toey Tiew Thai: The Route da GMMTV, junto com Kittipat Chalaruk (Golf), Tatchakorn Boonlapayanan (Godji) e Niti Chaichitathorn (Pompam), que mais tarde deixou de ser o apresentador principal do programa para se tornar seu apresentador especial. Ela também teve papéis de atuação em várias séries de televisão, como Love at First Hate (2018), 3 Will Be Free (2019) e The Shipper (2020).

## Filmografia

### Cinema
| Ano  | Título           | Personagem    | Notas            |
| ---- | ---------------- | ------------- | ---------------- |
| 2015 | Water Boyy       | Amiga de Nune | Papel convidado  |
| 2015 | Love Next Door 2 | Bua           | Papel recorrente |
| 2018 | Oh My Ghost 5    |               |                  |

### Televisão
| Ano  | Título                           | Personagem                | Notas                   |
| ---- | -------------------------------- | ------------------------- | ----------------------- |
| 2014 | Hormones 2                       | Jenny (namorada de Bom)   | Papel convidado         |
| 2014 | Room Alone 401-410               | Neon                      | Papel convidado         |
| 2015 | Wifi Society: The Horror Home    | Kla                       | Papel recorrente        |
| 2015 | Ugly Duckling: Don't             | Referee                   | Papel convidado         |
| 2016 | Toey Tiew Thai: The Route        | Ela mesma                 | Apresentadora principal |
| 2016 | Gay OK Bangkok                   | Sathang                   | Papel recorrente        |
| 2016 | Let's Play Challenge             | Ela mesma                 | Apresentadora principal |
| 2017 | #TEAMGIRL                        | Ela mesma                 | Apresentadora principal |
| 2017 | Gay OK Bangkok 2                 | Sathang                   | Papel recorrente        |
| 2017 | Wrong Say Do                     | Ela mesma                 | Apresentadora principal |
| 2017 | Teenage Mom: The Series          | Garota festeira           | Papel convidado         |
| 2017 | Tieng Narng Mai                  | Esposa fantasma           | Papel convidado         |
| 2018 | Love at First Hate               | Joob                      | Papel recorrente        |
| 2018 | Happy Birthday                   | Ela mesma                 | Papel convidado         |
| 2018 | Friend Zone                      | Satang                    | Papel recorrente        |
| 2019 | Sucker Kick                      | Deedee                    | Papel recorrente        |
| 2019 | 3 Will Be Free                   | Mae                       | Papel recorrente        |
| 2019 | Jen Jud God Jig                  | Ela mesma                 | Apresentadora principal |
| 2020 | Hungry Sister                    | Ela mesma                 | Apresentadora principal |
| 2020 | My Husband in Law                | Amy                       | Papel convidado         |
| 2020 | The Shipper                      | Yommathut (Anjo da Morte) | Papel recorrente        |
| 2020 | The Sleepover Show, Thailand 4.0 | Mutter (mãe de Tom)       | Papel recorrente        |
| 2020 | Jen Jud God Jig Up Level         | Ela mesma                 | Apresentadora principal |
| 2020 | Still 2gether                    | Jennie                    | Papel convidado         |
| 2021 | 46 Days                          | Pang                      | Papel recorrente        |
| 2021 | Love Pharmacy                    |                           | Papel convidado         |
| 2021 | The Comments                     | Gina                      | Papel recorrente        |
| 2022 | Astrophile                       | Jaikaew                   | Papel recorrente        |
| 2022 | Drag, I Love You                 | Honey                     | Papel recorrente        |
| 2022 | Under the Desk                   |                           | Papel recorrente        |
| 2023 | Midnight Series : Dirty Laundry  | Smile                     | Papel recorrente        |
| 2023 | Only Friends                     | Yo                        | Papel recorrente        |
| 2024 | Peaceful Property                | Thansai                   | Papel convidado         |
| 2024 | Jack & Joker: U Steal My Heart!  |                           | Papel convidado         |
| 2024 | Love Sick                        | Im                        | Papel convidado         |
| 2024 | My Sweet Taboo                   | Pornlerd                  | Papel principal         |

### Mestre de Cerimônia: MC
| Ano           | Título tailandês | Título                    | Canal                  | Notas | Com |
| 2015-17       | 2piece 2please   |                           | GMM 25                 |       |     |
| 2016–presente | เทยเที่ยวไทย       | Toey Tiew Thai: The Route | One31 GMM 25           |       |     |
| 2016-18       | ชวนเล่น Challenge |                           | LINE TV YouTuber:GMMTV |       |     |
| 2017-19       | #TEAMGIRL        |                           | GMM 25                 |       |     |
| 2017-18       | Wrong Say Do     |                           | Mello                  |       |     |
| 2018          | หนูนก             |                           | LINE TV YouTuber:GMMTV |       |     |
| 2018-19       | ล้นตู้              |                           | YouTuber:ล้นตู้           |       |     |
| 2020–presente | ล็อกล็อก           |                           | YouTuber:Jennie Panhan |       |     |
| 2021–presente | Talk with Toeys  |                           | GMM 25                 |       |     |

## Prêmios e indicações
| Ano  | Nomeações                 | Categoria                                                                                         | Associações           | Resultado |
| ---- | ------------------------- | ------------------------------------------------------------------------------------------------- | --------------------- | --------- |
| 2017 | Toey Tiew Thai: The Route | Melhores Apresentadores de Grupo (compartilhado com Tatchakorn Boonlapayanan e Kittipat Chalaruk) | Thailand Fever Awards | Venceram  |
| 2020 | —                         | Garotas do Ano                                                                                    | Kazz Awards           | Venceu    |